# Accident ferroviaire de Buizingen
L’accident ferroviaire de Buizingen est une collision entre deux trains survenue le 15 février 2010 à Buizingen, dans la commune belge de Hal, près de Bruxelles,,,.

## Accident
Les trains, transportant 250 à 300 personnes, sont entrés en collision sous la neige durant l’heure de pointe du matin,. La collision s’est produite sur la ligne 96, un des accès principaux à la gare de Bruxelles-Midi, à environ 14 kilomètres de la capitale belge.
L’un des trains en cause, un InterCity IC F se rendait de Quiévrain à Liège, tandis que l’autre, un train local, se rendait de Louvain à Braine-le-Comte. Ils roulaient sur la ligne de chemin de fer no 96 à double voie, chacun sur la voie affectée à son sens de circulation: voie A vers le sud (Braine-le-Comte et Mons), voie B vers le nord (Bruxelles et Liège). Au croisement de Buizingen, pour rejoindre la ligne no 96 N longeant la ligne 96 par la droite, le train InterCity a été dévié de la voie B vers la voie A, par une manœuvre d'aiguillages et une voie de raccordement entre les voies B et A. La tête de ce train vers Bruxelles s'est donc trouvée à contre-sens sur la voie A, au moment où le train vers Hal et Braine-le-Comte arrivait sur lui, en étant dans le bon sens sur sa voie normale. Si la collision n'a pas été stricto sensu frontale, les deux premières voitures du train local ont été propulsées dans les airs et au-dessus de la première voiture du second train.
Des témoins oculaires  ont décrit la collision comme « brutale », avec des passagers projetés « violemment » à l’intérieur des voitures. Le service des trains a été interrompu sur la ligne où la collision s’est produite,.
Le mécanicien d'un troisième train, arrivant de Grammont par la ligne 94 rejoignant les lignes 96 et 96N à Hal, et se dirigeant vers Bruxelles-Midi, a aperçu la collision à temps pour s'arrêter sans dommage grâce à un freinage d'urgence, et a immédiatement averti le dispatching qui a envoyé les secours sur place et a interrompu la circulation sur les voies menant au lieu de l'accident.

## Victimes

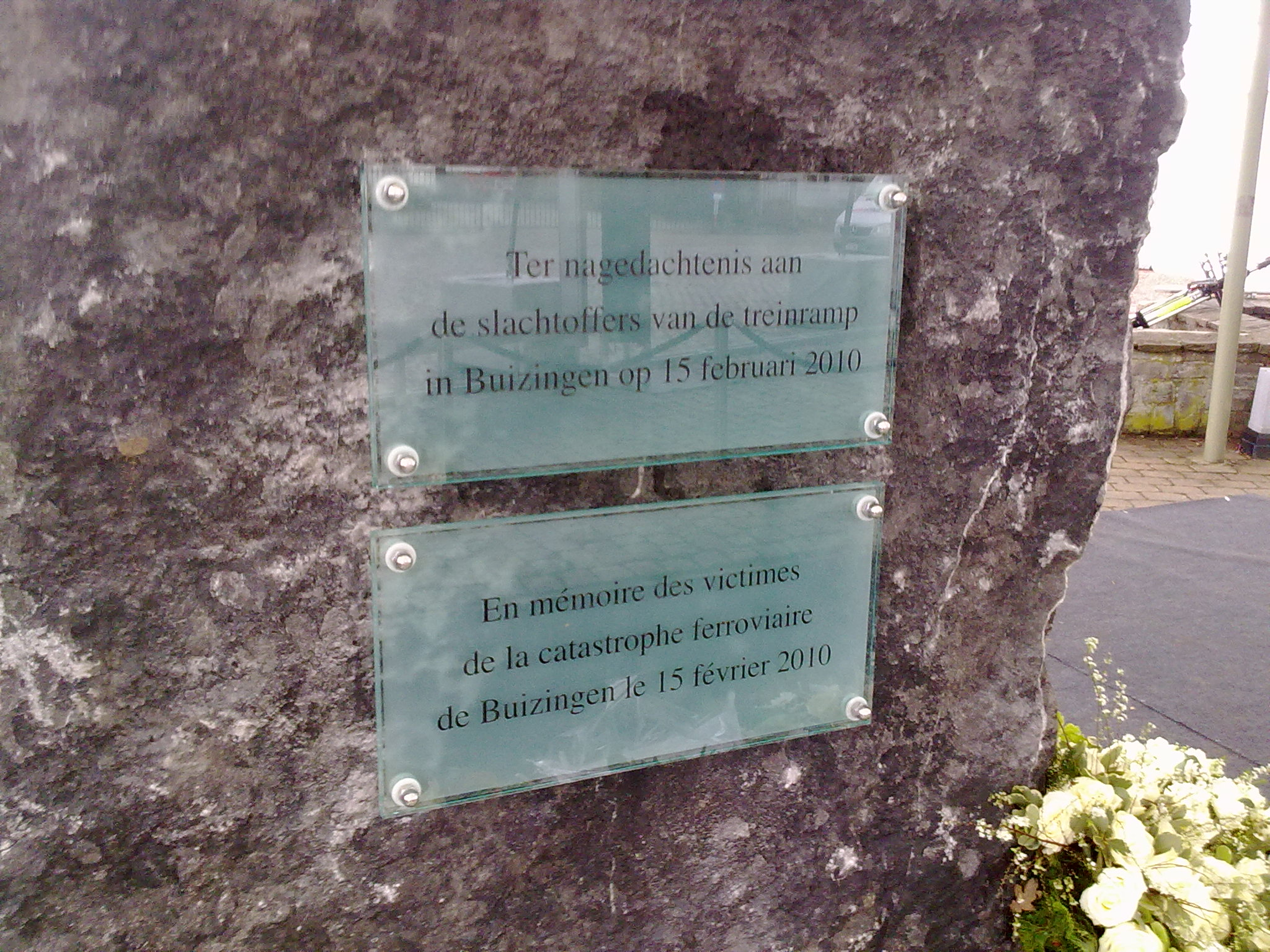
Les plaques commémoratives aux victimes de la collision ferroviaire. Monument de Buizingen.

Le gouverneur du Brabant flamand, Lodewijk De Witte, a déclaré que 125 personnes avaient été blessées, parmi elles, 55 personnes avaient été hospitalisées, et 11 étaient dans une condition « très grave ». Le bilan final est de 19 morts.
Le 27 février 2010, à l'initiative du premier Ministre, Yves Leterme, une cérémonie d'hommage national aux victimes est organisée au palais des Beaux-Arts de Bruxelles. Cet événement rassemblera la classe politique, des diplomates étrangers ainsi que des représentants des corps de secours mais attirera un faible nombre de passagers concernés.

## Enquête
Les commentaires initiaux affirment que le train Louvain-Braine-le-Comte (sur la voie A) était sur une mauvaise voie, sans le démontrer,. Au cours d’une conférence de presse, le gouverneur De Witte a suggéré que le train venant de Louvain avait ignoré un feu de signalisation rouge et avait ainsi causé l’accident. Cela n’a pas été confirmé par le procureur chargé de l’enquête. Certains incriminent le gel et les conditions de neige, mais cela n’est pas considéré comme la cause de l’incident.
Le procès débute le 8 janvier 2019 au Palais de justice de Bruxelles. Début décembre 2019, le jugement déclare que SNCB et Infrabel sont les principaux responsables, l'équipement en systèmes de sécurité étant insuffisant. Les deux sociétés ferroviaires sont condamnées à des amendes, tandis que le conducteur écope uniquement d'une déclaration de culpabilité.

## Dégâts, perturbations de service et conséquences politiques
L’accident a causé « des dommages importants » à plusieurs câbles électriques suspendus, en particulier sur la ligne Bruxelles-Mons et la ligne Bruxelles-Tournai. Le service des trains à grande vitesse entre Bruxelles, la France et le Royaume-Uni a été suspendu,. Thalys (un des principaux exploitants de la ligne à grande vitesse entre Paris et Bruxelles) a confirmé la suspension de son service à la suite de l'accident, et que quatre de ses trains dans la région ont été détournés vers d’autres gares.
Le trafic a également été perturbé le lendemain de l'accident à la suite d'un arrêt de travail spontané des conducteurs et accompagnateurs de train après la mise en cause de l'éventuelle responsabilité de l'un des conducteurs pour non-respect d'un signal lumineux, le personnel dénonçant au contraire « les carences générales du réseau »,. À la suite de la polémique mettant ainsi en cause d'éventuelles lacunes au niveau de la sécurité du réseau, à laquelle la presse belge a largement fait écho, une commission d'enquête parlementaire a été mise en place qui, sans se substituer à l'appareil judiciaire dans les investigations relatives aux causes et responsabilités de personnes privées ou morales, a été chargée d'examiner la politique en matière de sécurité ferroviaire mise en œuvre depuis les précédents accidents qui avaient déjà suscité de nombreuses controverses sur le sujet.